# Blendi Gonxhja
Blendi Gonxhja, talvolta riportato come Gonxhe (Tirana, 15 giugno 1970), è un politico albanese, Ministro dell'economia, della cultura e dell'innovazione nel terzo governo Rama dal 12 gennaio 2024.

## Biografia
È nato a Tirana, nell'allora Repubblica Popolare Socialista d'Albania, il 15 giugno 1970 e si è diplomato presso il liceo artistico Jordan Misja di Tirana nel 1989, laureandosi poi presso l'Istituto superiore delle arti nel 1993. Attivo in politica fin da giovane, è stato protagonista dei movimenti studenteschi che hanno contribuito alla caduta del regime comunista nei primi anni '90.
Ha fondato e/o partecipato a diverse associazioni giovanili, prevalentemente di stampo umanitario, tra cui Federata e Rinisë, Këshilli Studentor, Fondazione Svizzera per l'Aiuto Scolastico ed è stato coordinatore culturale nei Peace Corps statunitensi.
Nel 1998 è stato nominato capo di gabinetto presso il Ministero della cultura, della gioventù e dello sport mentre nel 2000 il sindaco di Tirana Edi Rama lo ha nominato vicesindaco insieme ad Artan Lame. Si è dimesso dalla carica nel 2002 in seguito all'inondazione della città durante l'alluvione che ha flagellato il paese nel settembre 2002, provocata dall'apertura delle paratie del lago artificiale che, in assenza del sindaco Rama, sarebbe stata decisa da Gonxhja stesso. Per il comune di Tirana ha poi diretto dal 2015 l'impresa dei lavori pubblici nº 1 oltre che l'Agenzia dei parchi e delle attività ricreative.
Nel 2018 è stato nominato direttore generale della Direzione dei trasporti su strada del Ministero delle infrastrutture e dell'energia. Durante il suo mandato è stata fondata Retro, ovvero la collezione dei veicoli storici albanesi.
Nel 2024 il Primo ministro Edi Rama lo ha nominato Ministro dell'economia, della cultura e dell'innovazione nel suo terzo governo e alle elezioni parlamentari del 2025 è stato eletto all'Assemblea dell'Albania col Partito Socialista nella circoscrizione della prefettura di Tirana, risultando il candidato più votato nella lista aperta del partito.